# Göd

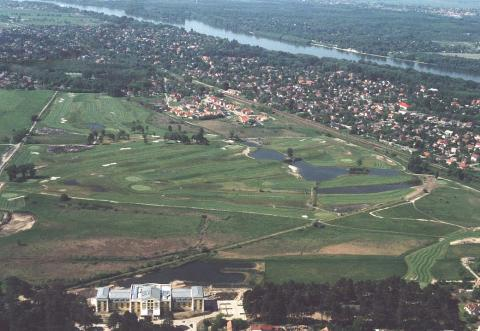
Luftaufnahme von Göd von Nordosten (2007)

Göd ist eine ungarische Stadt im Kreis Dunakeszi im Komitat Pest.

## Geographische Lage
Göd liegt am linken Donauufer zwischen Vác und Budapest, 22 Kilometer nordöstlich des Zentrums der ungarischen Hauptstadt und 6 Kilometer nördlich der Kreisstadt Dunakeszi.

## Geschichte
Göd wurde 1255 erstmals urkundlich erwähnt. Anfang des 20. Jahrhunderts gehörte Göd zur damaligen Großgemeinde Sződ im Bezirk Vácz im Komitat Pest-Pilis-Solt-Kiskun.

## Städtepartnerschaften
- Janoschi (Яноші), Ukraine, seit 2001
- Marignane, Frankreich, seit 1997
- Monthey, Schweiz, seit 2007
- Paleu, Rumänien, seit 1998

## Verkehr
Durch Göd verläuft die Hauptstraße Nr. 2. Die Stadt ist angebunden an die Bahnstrecke vom Budapester Westbahnhof nach Szob.

## Wirtschaft
Samsung SDI betreibt ein einst für Bildröhren aufgebautes Werk, das für Traktionsbatterien von Elektroautos (z. B. BMW i3) umgerüstet werden soll.